# Josef Degeorgi
Josef Degeorgi (Bad Vöslau, 19 gennaio 1960) è un ex calciatore austriaco, di ruolo difensore.

## Palmarès
- Campionato austriaco: 3

Austria Vienna: 1983-1984, 1984-1985, 1985-1986